# دومنیکو کریستیانو
دومنیکو کریستیانو (انگلیسی: Domenico Cristiano؛ زادهٔ ۲۹ مارس ۱۹۷۶) بازیکن فوتبال اهل ایتالیا است.
از باشگاه‌هایی که در آن بازی کرده‌است می‌توان به باشگاه ورزشی لاتزیو، باشگاه فوتبال آسکولی، باشگاه فوتبال سالرنیتانا، باشگاه فوتبال ارورا پرو پاتریا ۱۹۱۹، باشگاه فوتبال ونتزیا، باشگاه فوتبال مونتسا، و باشگاه فوتبال ناپولی اشاره کرد.